# 紳士同盟 (薬師丸ひろ子の曲)
「紳士同盟」（しんしどうめい）は、薬師丸ひろ子通算8枚目のシングル。1986年11月24日発売。発売元は東芝EMI（現・EMIミュージック・ジャパン）。

## 概要
表題曲は、薬師丸が主演した同タイトルの日本映画『紳士同盟』の主題歌。
前作「ささやきのステップ」（1986年10月19日）から1か月後にリリースされた。
この頃までにリリースしたシングルのA面曲が映画主題歌に使用される場合、曲名がそのまま薬師丸の出演した映画のタイトルになっていることがほとんどであった。この曲の他にも、「セーラー服と機関銃」「探偵物語」「メイン・テーマ」などがある。
全シングル曲のうち、シンガーソングライターでない女性から歌詞の提供を受けた、数少ない楽曲のひとつである。
TBSの音楽番組『ザ・ベストテン』では最高5位にランクインした。オリコンチャートの登場週数は11週、チャート最高順位は週間2位、累計11.9万枚のセールスを記録した。
この曲のB面である「ハードデイズ ラグ」のアウトロ部分は、フジテレビジョンの『ライオンのごきげんよう』でサイコロを投げる際のBGMで使用されていた。ちなみに北海道テレビ放送で放送していた『水曜どうでしょう』のサイコロの旅では、大泉洋がこの部分に「何が出るかな？何が出るかな？それはサイコロ任せよ」と、歌詞をつけて踊りながらサイコロを振っていた。

## 収録曲
1. 紳士同盟（3:58）
作詞: 阿木燿子 / 作曲: 宇崎竜童 / 編曲: 武部聡志
  - 映画『紳士同盟』主題歌
2. ハードデイズ ラグ（3:18）
作詞: 阿木燿子 / 作曲: 梅林茂 / 編曲: 武部聡志

## 関連作品
- GOLDEN☆BEST 薬師丸ひろ子
- 薬師丸ひろ子 TWIN BEST
- エッセンシャル・ベスト 薬師丸ひろ子